# Wakwa (race bovine)
La wakwa ou wacwa est une race bovine du Cameroun en voie de disparition.

## Origine
Cette race bovine a été créée à l'institut de recherche agricole pour le développement de Ngaoundéré à partir de 1953. Elle est issue du métissage de deux races de zébu, la race locale goudali, améliorée par l'apport de la race indienne brahmane. Elle est fixée à 50 % de chacune des races parentes.
La race s'est développée, atteignant 500 animaux en 1970. Cependant, les performances n'ont pas répondu aux attentes des éleveurs locaux et les effectifs ont chuté à 100 en 1987. Ni enregistrée, ni reconnue, la race n'a pas de programme de développement. 